# Переглядач зображень
Переглядач зображень — застосунок або пакет програм, що дозволяє її користувачеві переглядатим зображення на екрані комп'ютера. 

## Можливі додаткові функції
- інструменти початкового редагування,
- конвертація між різними форматами,
- каталогізація та індексування даних,
- слайд-шоу,
- відтворення відео-та аудіофайлів.

В комп'ютері практично будь-якого користувача напевно знайдуться сотні, якщо не тисячі світлин, шпалер і просто цікавих картинок. Для зручного перегляду зображень існує спеціальна категорія програм. 

## Переглядачі зображень

### Багатоплатформні
ACDSee • Adobe Bridge • DigiKam • Picasa • PhotoScape • XnView та інші.

### Microsoft Windows
Ashampoo Photo Commander • FastStone Image Viewer • FreshView • IrfanView • STDU Viewer та інші.

### Linux/Unix
Eye of GNOME • F-Spot • Geeqie • GQview • gThumb • Gwenview • Kview • Shotwell та інші.

### Mac OS X
Aperture • iPhoto • CocoaSlideShow • FFView • JustLooking • Xee • Preview та інші.

### Symbian
Resco Photo Viewer • PhotoBook • Nokia Photo Browser